# Caniceira
Caniceira é uma aldeia portuguesa, pertencente à Freguesia de Vale de Cavalos e ao Município da Chamusca.

## Instituições
- Escola básica do 1.º ciclo de Caniceira,
- Casal do Vilão - Soc. Agrícola, Unip., Lda.